# Hynek Florýk
Hynek Florýk, též Floryk, křestní jméno uváděno též ve variantě Ignác, Ignaz (29. února 1834 Tršice – 27. července 1921 Tršice), byl rakouský politik z Moravy; poslanec Moravského zemského sněmu, zakladatel moravského chmelařství.

## Biografie
Narodil se v Tršicích v rodině rolníka Františka Florýka. Bydlel ve Staré Vodě, pak po čtyři roky v Olomouci. V rodné obci vychodil národní školu. Pak po dva roky studoval na hlavní škole na Staré Vodě a následně chodil do čtvrté třídy v Olomouci. Po dokončení školy se vrátil do rodných Tršic a začal hospodařit. Rád četl, zejména Hospodářské noviny, které vydával Filip Stanislav Kodym, do kterých Florýk sám přispíval. Byl zakladatelem chmelařského spolku pro Moravu v Tršicích. Ve funkci setrval do roku 1899, kdy odešel na odpočinek. Chmel se do 2. poloviny 19. století pěstoval na Moravě jen izolovaně a nesystematicky. V roce 1861 založil sedlák Florýk v Tršicích u svého domu první chmelnici, čímž zahájil novodobou éru chmelařství v této zemi. Pěstební oblast dostala název Tršická. V roce 1902 již v regionu bylo 867 ha chmelnic. Florýk byl aktivní i veřejně a politicky. Roku 1864 se stal starostou Tršic. Byl také předsedou okresního silničního výboru v Lipníku nad Bečvou a místopředsedou akciového cukrovaru v Prosenicích.
Koncem 19. století se zapojil i do vysoké politiky. V doplňovacích zemských volbách 11. října 1894 byl zvolen na Moravský zemský sněm, kde zastupoval kurii venkovských obcí, obvod Hranice. Ve volbách roku 1894 je uváděn jako společný kandidát staročeské a mladočeské strany. V rámci této předvolební aliance se ale uvádí coby kandidát navržený mladočechy, respektive jejich moravskou odnoží Lidovou stranou na Moravě.
V září 1922 mu byla odhalena pamětní deska na rodném domku.